# Bjørn Dahl (calciatore 1954)
Bjørn Dahl (Bergen, 24 maggio 1954) è un dirigente sportivo ed ex calciatore norvegese, di ruolo difensore.

## Caratteristiche tecniche
Ottimo saltatore, dovette al suo primo allenatore al Brann, Ray Freeman, il suo miglioramento con il gioco di testa, il passaggio e la scivolata.

## Carriera

### Giocatore
Dahl giocò per il Brann a più riprese: prima dal 1972 al 1975, poi nel 1979, nel 1981 e nel 1983. Con il Brann, pur non giocando la finale contro il Rosenborg, vinse la Norgesmesterskapet 1972.  Dal 1975 al 1978, frequentò l'Università di San Francisco ove giocò nella squadra dei Dons, la rappresentativa sportiva dell'ateneo. 
Nel 1979 venne selezionato come prima scelta dai N.Y. Cosmos, che però lo cedettero ai California Surf quando seppero dallo stesso Dahl l'intenzione di tornare in patria. Dai Surf passò ai L.A. Skyhawks e poi ai Golden Gates Gales, club dell'American Soccer League.
Nel 1982, fu in forza al Fana, mentre nel 1984 giocò al Voss.

### Dopo il ritiro
Dal 2000 al 2010, ebbe un ruolo dirigenziale al Brann.

## Palmarès
- Coppa di Norvegia: 1

Brann: 1972